# Mesochorus incisus
Mesochorus incisus är en stekelart som beskrevs av Dasch 1974. Mesochorus incisus ingår i släktet Mesochorus och familjen brokparasitsteklar. Inga underarter finns listade i Catalogue of Life.